# Metasia phragmatias
Metasia phragmatias là một loài bướm đêm trong họ Crambidae.